# Kwak Dae-sung
Kwak Dae-sung (* 13. Februar 1973) ist ein ehemaliger südkoreanischer Judoka. Er war Olympiazweiter 1996 und Vizeweltmeister 1995 im Leichtgewicht. 
Kwak Dae-sung siegte 1994 bei den Weltmeisterschaften der Studierenden in Münster. Im Halbfinale der Weltmeisterschaften 1995 in Chiba gewann er gegen Jimmy Pedro aus den Vereinigten Staaten, das Finale verlor er gegen den Japaner Daisuke Hideshima. Zwei Monate später unterlag er im Finale der Asienmeisterschaften dem Japaner Kenzo Nakamura. Bei den Olympischen Spielen in Atlanta trafen Kwak und Nakamura erneut im Finale aufeinander, Nakamura siegte durch Kampfrichterentscheid (yusei-gachi). Bei den Asienmeisterschaften 1996 gewann Kwak den Titel durch einen Finalsieg über den Kasachen Achat Äschirow. 1997 siegte Kwak beim Tournoi de Paris und bei den Südasienspielen. Im Finale der Asienmeisterschaften 1997 besiegte er den Mongolen Chaliuny Boldbaatar.